# Panini Video
Panini Video è stata una branca di Panini Comics operante in Germania e successivamente in Francia e in Italia. Si è occupata della pubblicazione di anime per l'home video.
Nonostante la rilevante importanza della compagnia in Germania, Panini Video ha mosso i primi passi in Italia solo agli inizi degli anni 2000, quando Marco Marcello Lupoi affidò la produzione esecutiva del progetto a Nicola Bartolini Carrassi. Inizialmente le pubblicazioni furono scelte tra una selezione di titoli per testare il gradimento del pubblico. Con un mix di doppiatori milanesi e romani, una prassi non comune in quegli anni, furono realizzati Spirit of Wonder, Z.O.E. 2167 IDOLO e gli OAV di éX-Driver.
Successivamente, nell'estate 2005, ha ripreso vita grazie all'acquisto dei diritti di numerosi anime presenti nel catalogo della statunitense Manga Video tra cui i film conclusivi di Neon Genesis Evangelion (primi DVD pubblicati da Panini Video Italia nel 2005).
In seguito, sempre più film e serie animate si sono aggiunte al catalogo dell'azienda tra cui, di particolare importanza, Ghost in the Shell, Ghost in the Shell: Stand Alone Complex, Fullmetal Alchemist e Naruto.
Nel 2007, un nuovo contratto con una distributrice statunitense - la Geneon - ha permesso l'acquisto di un ulteriore gruppo di licenze comprendente, tra gli altri, Paranoia Agent e l'atteso Samurai Champloo diretto da Shinichiro Watanabe, già regista di Cowboy Bebop.
Nel giugno 2007, inoltre, Panini Video ha dato inizio alla serializzazione di una produzione completamente italiana: la serie televisiva di Rat-Man.
Nel 2009, secondo quanto affermato da Marco Lupoi a Lucca Comics, «per colpa del download illegale che ha ucciso il settore video» la divisione di Panini per il mercato home video, chiude con Wolverine and the X-Men come ultima serie pubblicata.
Da notare che i diritti detenuti dalla Panini Video tedesca e francese non coincidono necessariamente con quelli della controparte italiana.

## Lista dei titoli pubblicati in DVD
- Appleseed (film)
- Black Lagoon (serie TV)
- Black Lagoon: The Second Barrage (serie TV)
- Blood: The Last Vampire (film)
- Burst Angel (serie TV)
- Death Note (serie TV)
- Ergo Proxy (serie TV)
- éX-Driver (OAV)
- Fullmetal Alchemist (serie TV)
- Fullmetal Alchemist The Movie: Il conquistatore di Shamballa (film)
- Ghost in the Shell (film)
- Ghost in the Shell: Stand Alone Complex (serie TV)
- Macross Plus (OAV)
- Naruto (serie TV)  [interrotta]
- Neon Genesis Evangelion: Death & Rebirth (film)
- Neon Genesis Evangelion: The End of Evangelion (film)
- New Dominion Tank Police (OAV)
- Paradise Kiss (serie TV)
- Paranoia Agent (serie TV)
- Rat-Man (serie TV)
- Samurai 7 (serie TV)
- Samurai Champloo (serie TV)
- Spirit of Wonder (film)
- Submarine 707R (OAV)
- Tenjou Tenge - Inferno e paradiso (serie TV)
- Tsubasa CHRoNiCLE: the movie (film)
- Wolverine and the X-Men (serie TV)
- xxxHOLiC: Sogno di una notte di mezza estate (film)
- Z.O.E. - Zone of the Enders 2167: Idolo (OAV)